# Бобров (місто)
Бобров (рос. Бобров) — місто, центр Бобровського району Воронізької області, Росія.
Місто входить до списку історичних міст Росії.
Населення — 20 460 осіб (2018).

## Географія
Місто розташоване на правому березі річки Битюг (притока Дона), за 97 км від Воронежа. Залізнична станція Бобров на 213 км лінії «Лиски - Поворино».

## Історія
На березі річки Битюг, там, де пізніше виросло місто, у документі 1685 року згадується Бобровський відкупний юрт (тюркське юрт «володіння, земля»); назва пов'язана з існуванням в цьому місці бобрового промислу.
У 1698 році в цьому юрті виникає селище Бобровська слобода, неофіційно звана також селом або навіть місто Бобровський. Спочатку сюди були переселені служиві люди, потім палацові селяни з Ярославської і Костромської губерній.
У 1779 році Бобровська слобода перетворена в місто Бобров, яке через деякий час стало адміністративним центром Бобровського повіту.
24 черная 2023 року ЧВК Вагнер зайшли у місто і в цей день вийшли з міста